# Arquidiócesis de Buyumbura
La arquidiócesis de Buyumbura (en latín: Archidioecesis Buiumburaensis y en francés: Archidiocèse de Bujumbura) es una circunscripción eclesiástica de la Iglesia católica en Burundi. Se trata de una arquidiócesis latina, sede metropolitana de la provincia eclesiástica de Buyumbura. Desde el 24 de marzo de 2018 su arzobispo es Gervais Banshimiyubusa.

## Territorio y organización
La arquidiócesis tiene 2200 km² y extiende su jurisdicción sobre los fieles católicos de rito latino residentes en las provincias de Buyumbura Mairie y de Buyumbura Rural.
La sede de la arquidiócesis se encuentra en la ciudad de Buyumbura, en donde se halla la Catedral de María Reina del Mundo.
En 2020 en la arquidiócesis existían 35 parroquias.
La arquidiócesis tiene como sufragáneas a las diócesis de: Bubanza y Bururi.

## Historia
El vicariato apostólico de Usumbura fue erigido el 11 de junio de 1959 con la bula Cum sacrum del papa Juan XXIII, obteniendo el territorio de los vicariatos apostólicos de Kitega (hoy arquidiócesis de Guitega) y Ngozi (hoy diócesis de Ngozi).
El 10 de noviembre de 1959 el vicariato apostólico fue elevado a diócesis con la bula Cum parvulum del papa Juan XXIII, y se hizo sufragánea de la arquidiócesis de Guitega.
El 9 de octubre de 1964 cambió su nombre por el de diócesis de Buyumbura.
El 7 de junio de 1980 cedió una parte de su territorio para la erección de la diócesis de Bubanza mediante la bula Venerabilibus Fratribus del papa Juan Pablo II.
El 25 de noviembre de 2006 la diócesis fue elevada al rango de arquidiócesis metropolitana con la bula Cum ad aptius del papa Benedicto XVI.

## Estadísticas
Según el Anuario Pontificio 2021 la arquidiócesis tenía a fines de 2020 un total de 1 433 715 fieles bautizados.
| Año                                                                             | Población            | Población | Población      | Sacerdotes | Sacerdotes    | Sacerdotes    | Bautizados por sacerdote | Diáconos permanentes | Religiosos | Religiosos | Parroquias |
| Año                                                                             | Bautizados católicos | Total     | % de católicos | Total      | Clero secular | Clero regular | Bautizados por sacerdote | Diáconos permanentes | Varones    | Mujeres    | Parroquias |
| ------------------------------------------------------------------------------- | -------------------- | --------- | -------------- | ---------- | ------------- | ------------- | ------------------------ | -------------------- | ---------- | ---------- | ---------- |
| 1970                                                                            | 476 819              | 890 771   | 53.5           | 106        | 5             | 101           | 4498                     |                      | 146        | 297        | 148        |
| 1980                                                                            | 573 975              | 888 000   | 64.6           | 106        | 53            | 53            | 5414                     |                      | 111        | 243        | 26         |
| 1990                                                                            | 685 000              | 953 000   | 71.9           | 69         | 50            | 19            | 9927                     |                      | 63         | 178        | 23         |
| 1999                                                                            | 882 000              | 1 365 000 | 64.6           | 94         | 63            | 31            | 9382                     |                      | 99         | 266        | 25         |
| 2000                                                                            | 802 000              | 1 405 950 | 57.0           | 100        | 61            | 39            | 8020                     |                      | 124        | 301        | 25         |
| 2001                                                                            | 1 004 000            | 1 420 000 | 70.7           | 102        | 64            | 38            | 9843                     |                      | 117        | 285        | 25         |
| 2002                                                                            | 1 050 560            | 1 465 947 | 71.7           | 116        | 73            | 43            | 9056                     |                      | 140        | 324        | 25         |
| 2003                                                                            | 1 097 427            | 1 512 030 | 72.6           | 119        | 76            | 43            | 9222                     |                      | 146        | 287        | 25         |
| 2004                                                                            | 1 117 908            | 1 596 566 | 70.0           | 125        | 78            | 47            | 8943                     |                      | 158        | 245        | 26         |
| 2006                                                                            | 1 294 646            | 1 693 000 | 76.5           | 138        | 94            | 44            | 9381                     |                      | 164        | 321        | 26         |
| 2012                                                                            | 1 542 000            | 1 968 000 | 78.4           | 176        | 125           | 51            | 8761                     |                      | 152        | 491        | 29         |
| 2015                                                                            | 1 636 000            | 2 087 000 | 78.4           | 167        | 118           | 49            | 9796                     |                      | 195        | 657        | 29         |
| 2018                                                                            | 1 330 325            | 1 894 191 | 70.2           | 182        | 126           | 56            | 7309                     |                      | 260        | 355        | 33         |
| 2020                                                                            | 1 433 715            | 1 992 071 | 72.0           | 186        | 132           | 54            | 7708                     |                      | 272        | 535        | 35         |
| Fuente: Catholic-Hierarchy, que a su vez toma los datos del Anuario Pontificio. |                      |           |                |            |               |               |                          |                      |            |            |            |

## Episcopologio
- Michel Ntuyahaga † (11 de junio de 1959-14 de noviembre de 1988 retirado)
- Simon Ntamwana (14 de noviembre de 1988-24 de enero de 1997 nombrado arzobispo de Gitega)
- Evariste Ngoyagoye (21 de abril de 1997-24 de marzo de 2018 retirado)
- Gervais Banshimiyubusa, desde el 24 de marzo de 2018